# Palacio de Kiel

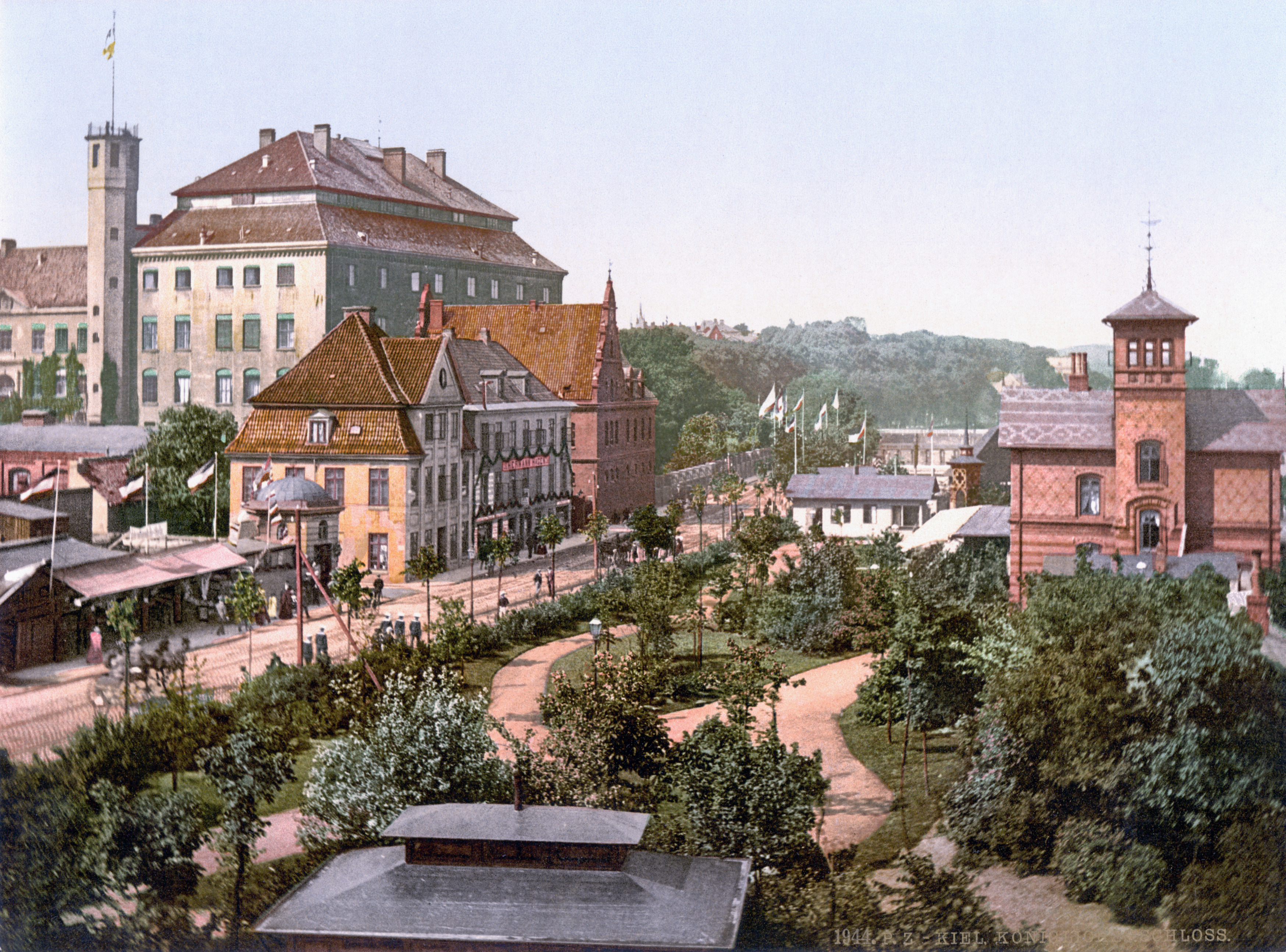
Palacio de Kiel (a la izquierda, detrás) en torno a 1900,

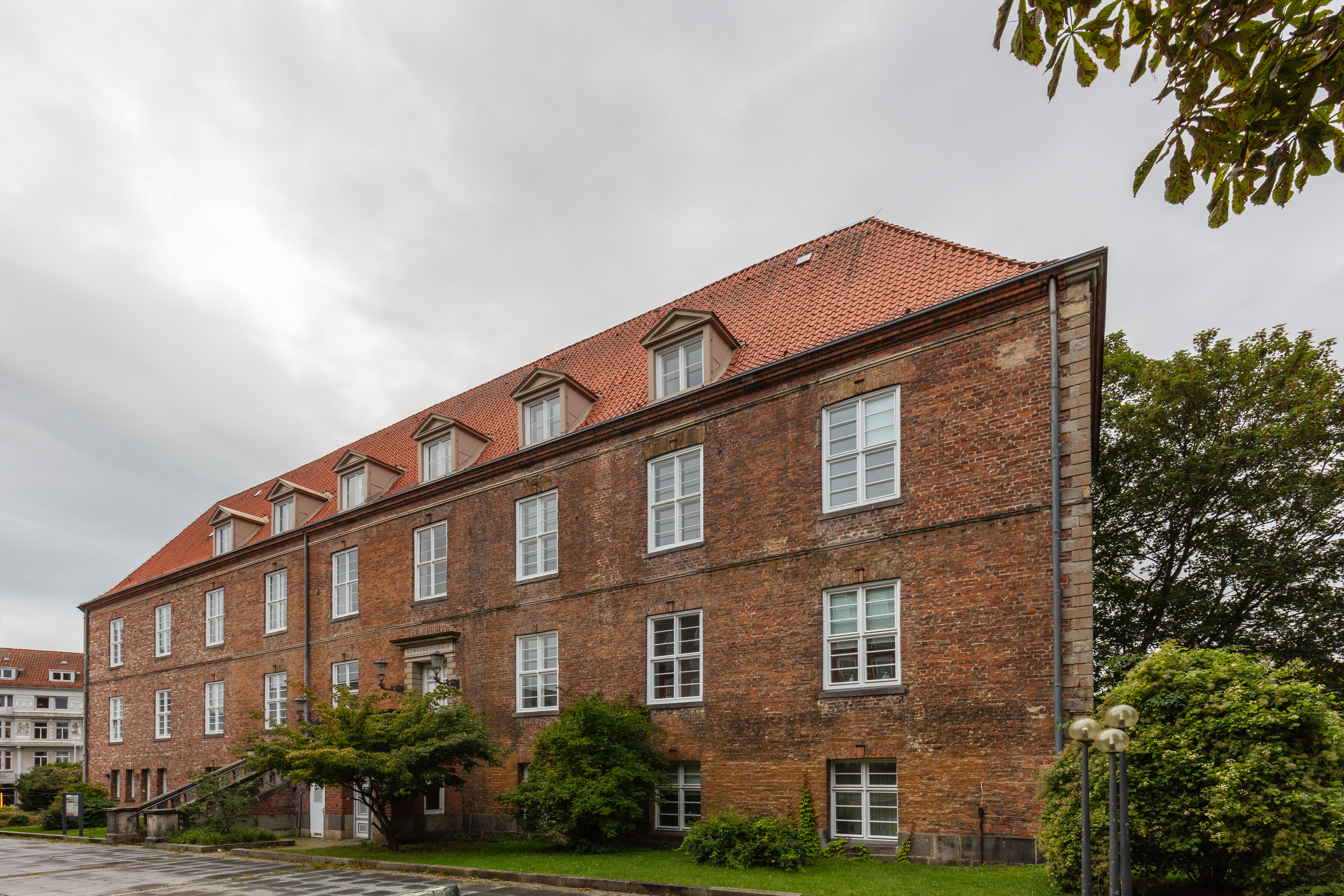
El edificio conservado de Rantzau, una reliquia del antiguo Palacio de Kiel.

El Palacio de Kiel (en alemán: Kieler Schloss) en Kiel, en el estado alemán septentrional de Schleswig-Holstein, era un gran castillo palaciego y una de las residencias secundarias de los duques de Gottorp. Mostraba una gran variedad de historia arquitectónica y en su periodo más reciente se convirtió en uno de los edificios seculares más importantes en Schleswig-Holstein.
El edificio sufrió un incendio durante la Segunda Guerra Mundial y fue reemplazado por un nuevo edificio. Hoy en día quedan de él un par de edificios de menor tamaño.